# Janagundikoppa, Hangal
Janagundikoppa là một làng thuộc tehsil Hangal, huyện Haveri, bang Karnataka, Ấn Độ.